# 日本コンピュータクラブ連盟
日本コンピュータクラブ連盟（にほんこんぴゅーたくらぶれんめい）は、大阪市に本部を置く、大学のコンピュータクラブの交流を推進する目的で設立された任意団体である（数多ある「連盟」を称する各種団体と同様、法人格は取得していない）。通称は日コン連。1990年代の多くのウイルスを「いてこました」事で話題となった。
代表者は、創設以来今日まで理事長である山本隆雄が務める。

## 概要
1983年から毎日放送ラジオで放送された上新電機J&P提供の番組「コンちゃんのDOマイコン」内の企画として、神戸大学在学中の山本ら近畿地方の主要大学コンピュータクラブの代表者で結成された「近畿学生コンピューター連合」を前身とする。日コン連は山本がシャープを脱サラした後の1988年結成、1989年設立。業部門として、日コン連企画株式会社も設立された（同社の社長は設立以来、やはり山本が務めている）。研究部門として日本コンピュータウイルス研究学会を持つ。1992年時点で98団体6000人の会員を擁した。
パーソナルコンピュータ・テレビゲームメーカー各社との意見交換会、会社訪問会などを行っていた。また日コン連企画など関連団体を通して、パソコンショップの展開、就職活動の斡旋、コンピュータウイルスやハッカーなどのコンピュータ被害に対するアフターケアの実施を行っていたと日コン連のウェブページには記載されている。

## 活動
1990年代にコンピュータウイルスの発見・解析の業務でマスコミの注目を集めた。
1990年12月に文部省宇宙科学研究所のコンピュータがウイルスに感染した事件で、宇宙科学研究所の依頼で当該ウイルス「自由が丘1号」を解析している1992年9月には欧州で流行していた「サンデー・ウイルス」の日本上陸を報告、「六甲おろし1号」と命名。同10月には13日の金曜日ウイルス(Jerusalem)の上陸を発見、「道頓堀1号」と命名。1995年6月、システムを破壊する種類ウイルスを発見、「エボラ出血熱型ウイルス」と命名。1996年、オウム事件を題材とした「不謹慎ゲーム」にウイルスが仕掛けられていることを発見。1997年にはメールボムの日本への上陸を確認、発表している。
1991年、未知のコンピュータウイルスにも対応できるという「ワクチン」ソフトを発売。1992年9月にはどのようなウイルスも消滅させることができるという「ワクチン」ソフト「スーパーいてこまし」を発売。
当初連盟には有能なプログラマが参集し、同社は1990年、国産初の市販アンチウイルスソフトウェアパッケージ「サイバーワクチンいてこまし」を発表した(ただし、当時のハードウェアの制約等の理由でプリミティブなものであったことは、自他共に認めるところである。また初期版はハードディスク上での使用を想定しておらず、システムを損傷するなどの不具合があった)。他にも「スペルマスターかきたおし」「クロス英単はめたおし」「タイプマスターおしたおし」「女王様が教えてあげるシリーズ」など、山本独特のネーミングセンスで多くの国産パソコン向けのパッケージソフトを企画・販売した。
1992年11月、「電子ハッカー」退治のための研究所発足を発表。1993年、複製版を起動するとAV女優の吹込みによる「エッチな声」が出る「ウイルス」を組み込んだゲームソフト「ループ・イレーサー」を発売。1994年11月、「ウイルス」ソフト「カラオケウイルス京都1号」を発売
1998年に発生したドクター・キリコ事件の際には、日コン連は「真偽を確かめず、持っている情報をすべて提供する」という方針からマスコミに多く情報提供を行っており、一部では日コン連と山崎が「キリコとあやの心中劇というシナリオを作った」という憶測が流れた。

## 休眠へ
1990年代後半には、連盟傘下の多くの大学コンピュータクラブでの学生の代替わり・活動の方向性の変化・クラブ自体の消滅などで、次第に連盟本来の活動は低調なものになっていった。不況やパソコンのシェア変動などによりパソコンメーカーからの賛助金が打ち切られるに至り、当時日本橋に複数店舗あったパソコンショップC・able（ケーブル）も順次閉店となり、最後まで続けられた連盟機関誌C・ableの発行も、1999年10月の第18号をもって終了した。これらにより、実質的に日コン連は休眠状態に入り、日コン連企画はコンピュータ関連業務から撤退した。その後の日コン連企画はトレカショップカードカルトやメイド喫茶メイドエステ萌などを経営しており、2022年6月現在は戎本町と三宮にカードカルトが2店舗あるのみである。
霊能力、トレーディングカード、競パン(競泳用水着)は日本コンピュータクラブ連盟とは関係ないと言われるが、公式サイトでは以下の案内がある。
2000年には、日本トレーディングカード連盟を、2003年には、日本霊能者連盟を、2004年には、日本占い師連盟をぞれぞれ設立している。『サークル日コン連個人会員』や『日コンクールガイズ競パンクラブ』などの案内もある。

## エピソード
- 不謹慎ゲームがインターネット（パソコン通信）上に出回ると、山本理事長がマスコミに通報し、コメントを発表していたことでも知られる。
- 連盟と関わったことのある有名人としては、BM98の初代開発者であり、ソフトハウス経営のかたわら複数のコンピュータ関係の書籍を執筆していることで知られるプログラマーやねうらおがいる。